# معرض الكتاب
مَعْرِض الكِتَاب  هُو معرِض ومُلتقى سنوِيّ يُعنى بِالكِتاب؛ يجمع مُنتِجِي ومُسوِّقِي الكِتَاب وصُنَاعِهِ مِن مكتبات ودُور نشر ومُوزِّعُون ومُؤَلِّفِين ومُنتِجُو الوسائِط التَّعلِيمِيَّة ومُؤَسَّسات الثَّقَافة ومُنظَّمات حُكُومِيَّة وشبُه حُكومِيَّة والمكتبات العامَّة ومراكِز البُحُوث والجمعِيَّات ومُؤَسَّسات التَّعلِيمِ ووسائِل الإِعلام ومعارِض الكِتَاب ونحَّوها مِن التَّصنِيفَات ذَات الاِهتِمام والصِّلة؛ مع الجُمهُور والمُهتَمِّين. وفِي أَغلَب الأَحيَان يتجاوز معرِض الكِتاب كونُهُ مُجرَّد سُوقٍ كبِيرٌ ومُؤَقت لِلكِتاب؛ فيشمُل العدِيد مِن الفعَّالِيَّات والأَنشِطة مِثل النَّدوات الثَّقافِيَّة ووروش العمل والمعارِض واللِّقاءات؛ ضِمن إِطار الكِتاب ومُحتواه وصِناعته.

## معارض الكتب العربية
كان أول معرض يقام للكتب العربي في بيروت في 23 نيسان سنة 1956، ثم تتابعت بعده المعارض العربية.

## اُنظُر أَيضاً
- كِتَاب.
- معرِض.

## صُور

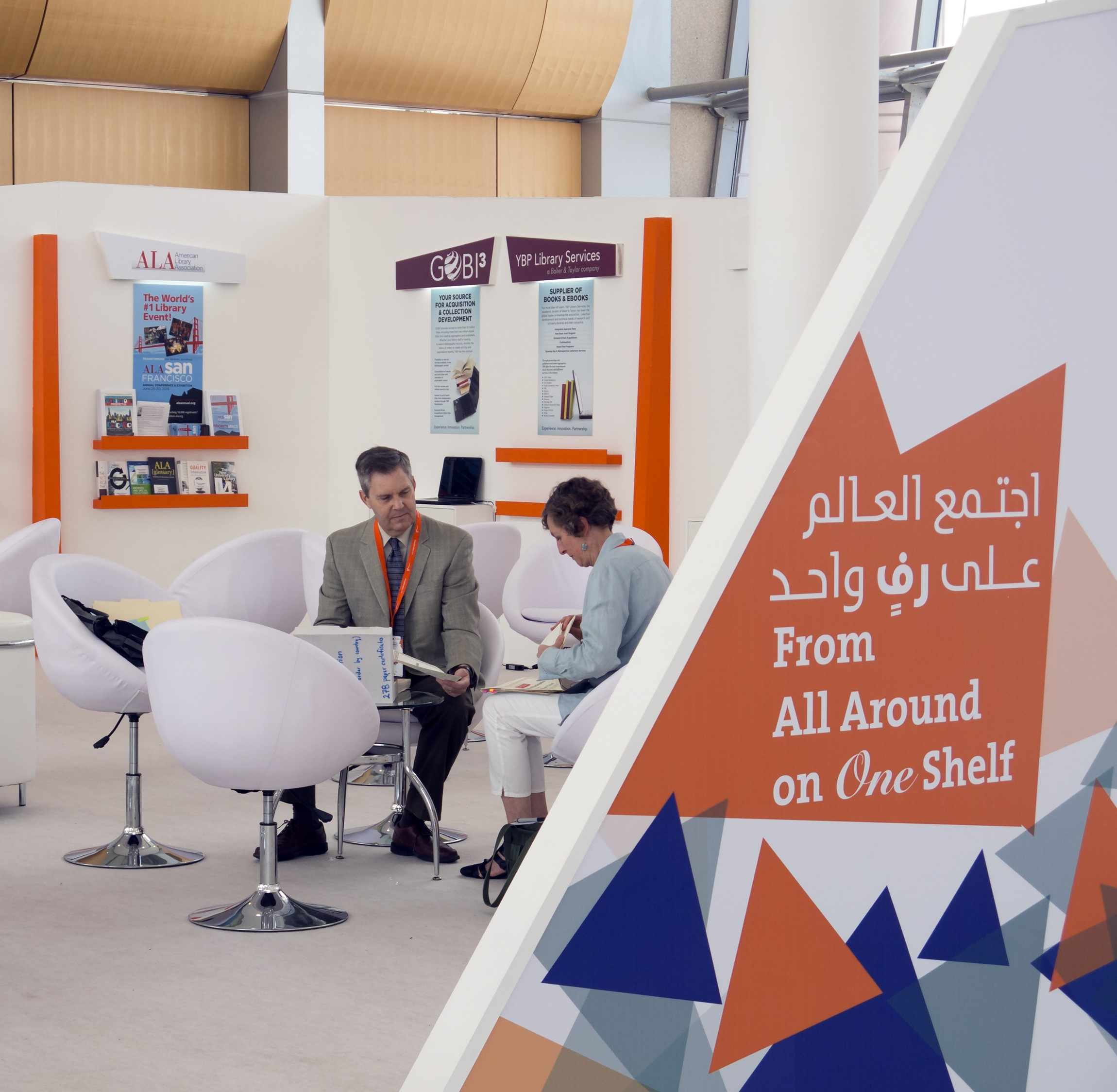
ناشِران يستعِدَّان لِي إستِقبال زُوَّار جناحِهِم فِي معرِض الكِتاب.
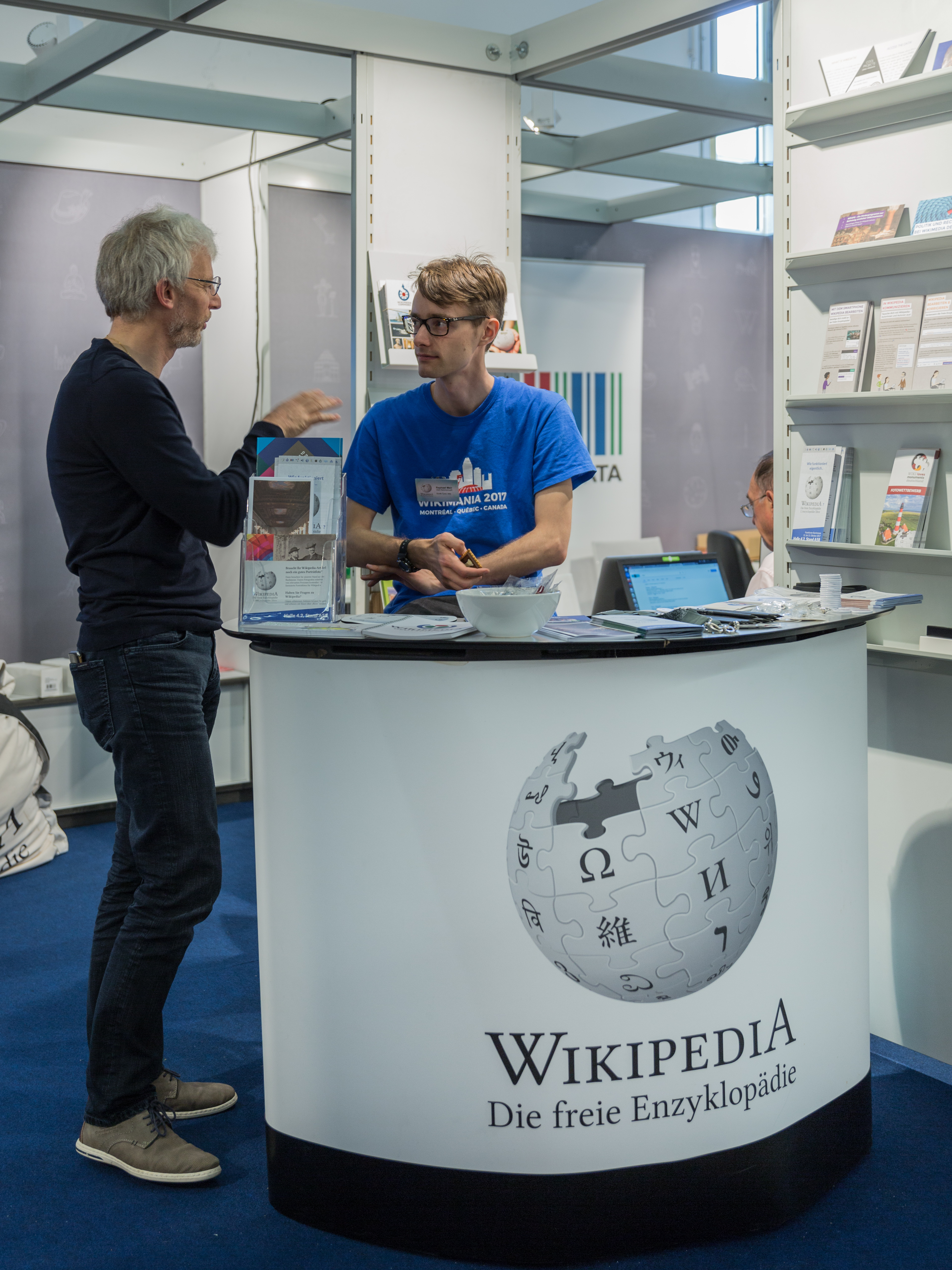
جناح مُؤسَّسَة وِيكِيبِيدِيَا مُشارِكاً فِي إِحدَى معارِض الكِتاب.
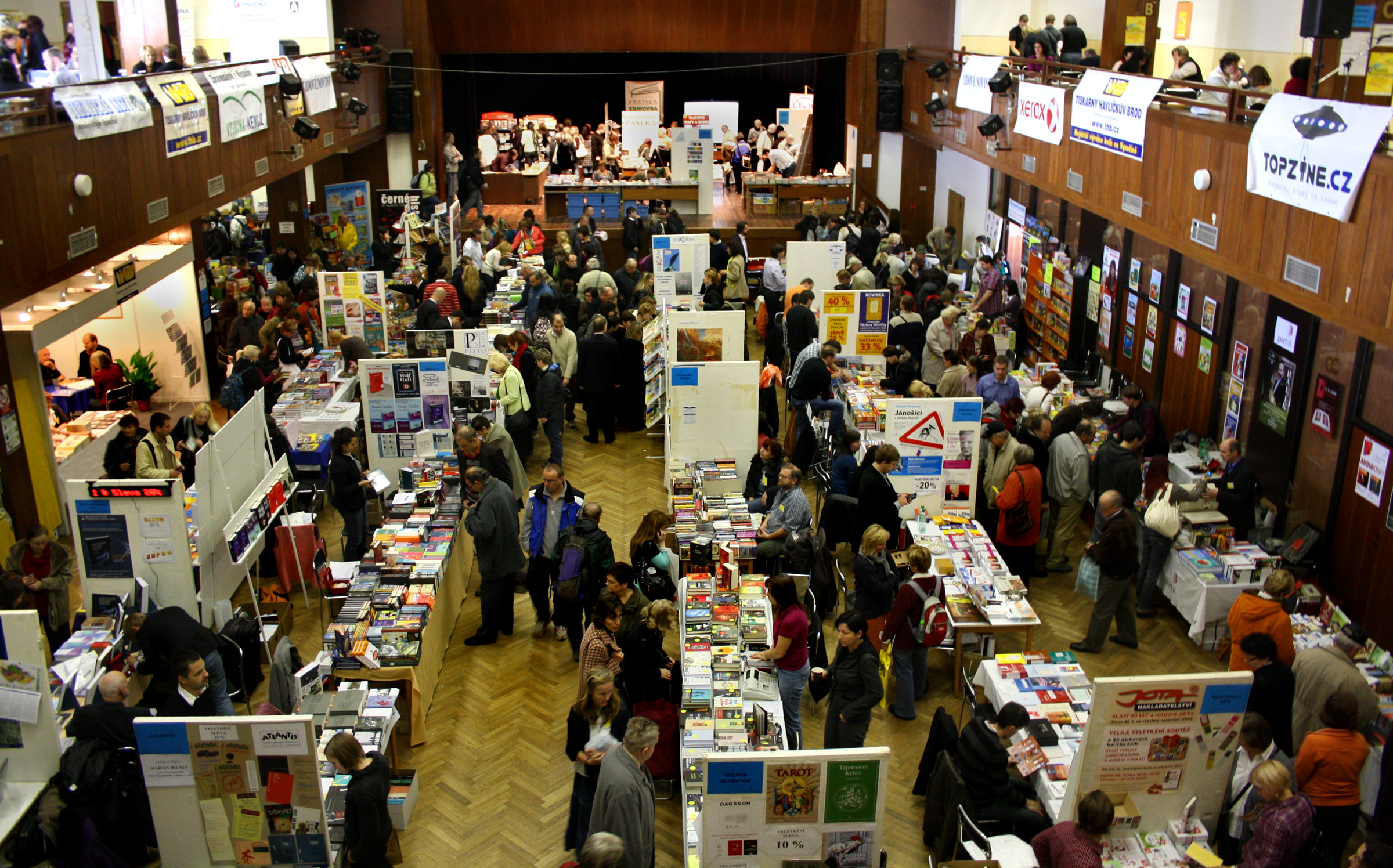
صالة عرض أَنِيقة مُتوسِّطة الحجم.
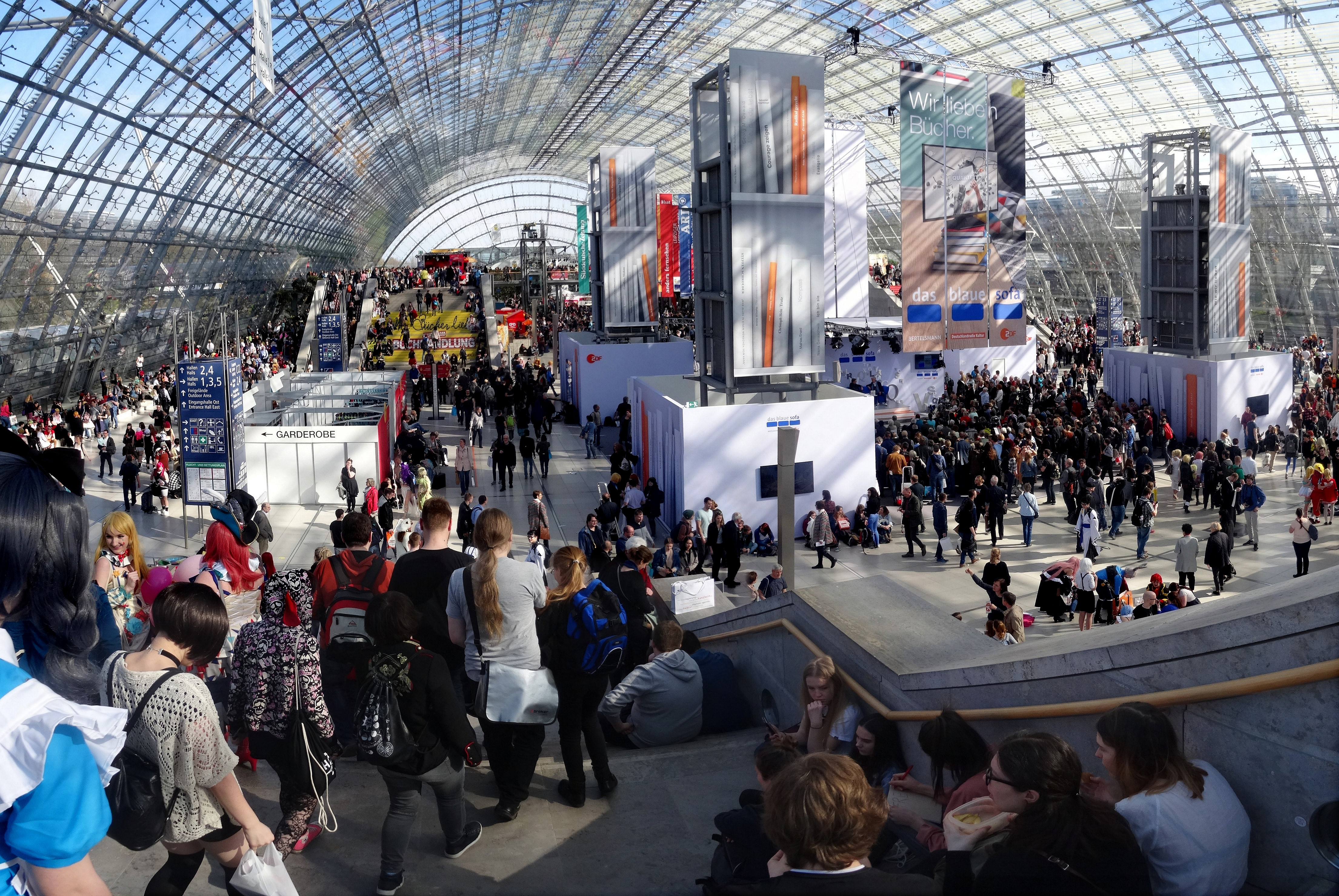
صالة عرض كبِيرة تحتضِنُ معرِض الكِتاب ومُرِيدِيه.

## مَراجع
1. ↑  "معلومات عن معرض الكتاب على موقع d-nb.info". d-nb.info. مؤرشف من الأصل في 2019-12-13.
2. ↑  "معلومات عن معرض الكتاب على موقع aleph.nkp.cz". aleph.nkp.cz. مؤرشف من الأصل في 2019-03-31.
3. ↑  الاء سامي يعقوب وسلمان جودي داود. "شارع الفراهيدي للثقافة والكتاب في مدينة البصرة". مجلة دراسات البصرة 2019, المجلد 33, العدد 19944721, الصفحات 315-368: 337. مؤرشف من الأصل في 2023-07-31. {{استشهاد بدورية محكمة}}: الاستشهاد بدورية محكمة يطلب |دورية محكمة= (مساعدة)